# Staatsstraße 2584
Die Staatsstraße 2584 (St2584) des Freistaates Bayern verbindet in zwei Teilstücken den Flughafen München mit der A 92 bzw. der Flughafentangente Ost (St 2580). 
Das längere östliche Teilstück beginnt an der Flughafentangente Ost, die die A 92 und A 94 verbindet, und führt zum Flughafen. Der Knoten mit der Flughafentangente ist als rechtsgeführte Trompete ausgeführt. Im weiteren Verlauf liegt die teilhöhenfreie Kreuzung mit der Kreisstraße ED 5 und eine Kreuzung zur Anbindung einer Tankstelle und eines Entsorgungsbetriebes. Das auf ganzer Länge mit einem Fahrstreifen je Richtung ausgebaute Teilstück endet an der Ostseite des Flughafens. Dort geht sie in das Straßennetz des Flughafens über. 
Im Westen des Flughafens ist ein kurzes Stück der Zentralallee (die Hauptzufahrtsstraße des Flughafens) ebenfalls als Staatsstraße 2584 gewidmet. Das nur etwa 400 m lange Stück der hier mit zwei Fahrstreifen je Richtung ausgebauten Straße liegt zwischen dem Ende des Zubringers der A 92 westlich der Ausfahrt Hallbergmoos (B 301) und dem Flughafengelände. 

## Quelle
- Bayernatlas mit Layer Klassifiziertes Straßennetz Bayern